# Музей-майстерня Геворга Григоряна
Музей-майстерня Геворга Григоряна (Джотто) — музей в Єревані, присвячений життю і творчості вірменського художника Геворга Григоряна.
Музей був заснований у 1977 році з ініціативи вдови художника Діани Уклеба і групи художників, через два роки став філією Національної галереї Вірменії. Відкрився 25 листопада 1980 року.
Геворг Григорян (1897–1976), якого також називають просто Джотто, сформувався як художник у Тифлісі (нині Тбілісі) й належав до так званої «тифліської школи» у вірменському образотворчому мистецтві. Його тематичні композиції часто присвячені Тифлісу, змальовують атмосферу міста, його побут і звичаї. Значною частиною творчого спадку художника є серія портретів: М. Мецаренца, Є. Чаренца, В. Тер'яна, С. Єсеніна, А. Тиграняна, В. Ходжабекяна, Піросмані й інших, а також протерти його дружини, художниці і поетеси Діани, виконані у різні роки їх спільного життя. В музеї представлені роботи художника, архівний матеріал, а також деякі особисті речі. На першому поверсі музею розміщені твори інших відомих художників «тифліської школи», в одному з залів — декілька полотен Діани Уклеба.
Музей-майстерня Джотто є своєрідним вірмено-грузинським культурним центром, тут проводяться виставки робіт грузинських художників, заходи, що відносяться до вірмено-грузинських культурних зв'язків.

## Галерея

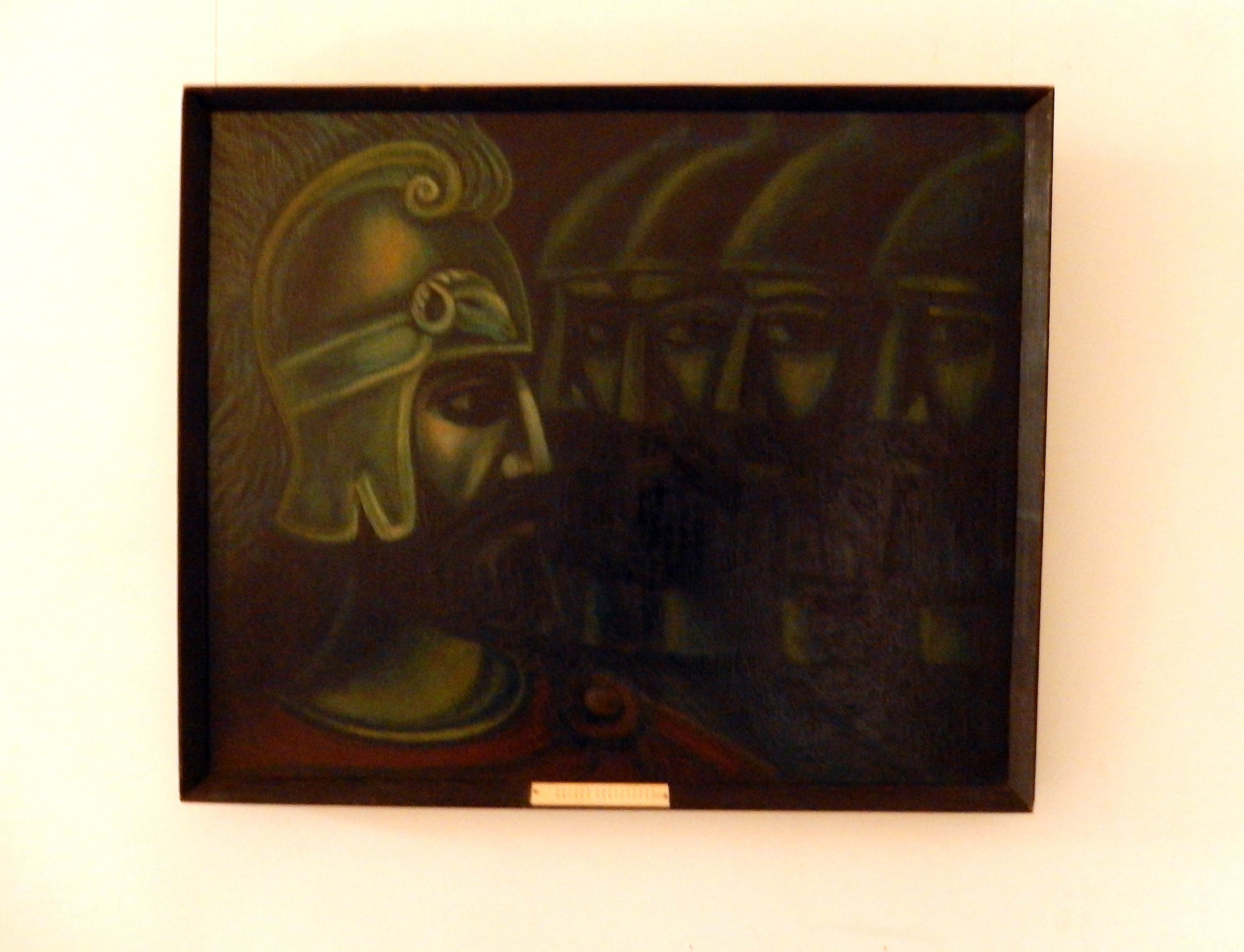
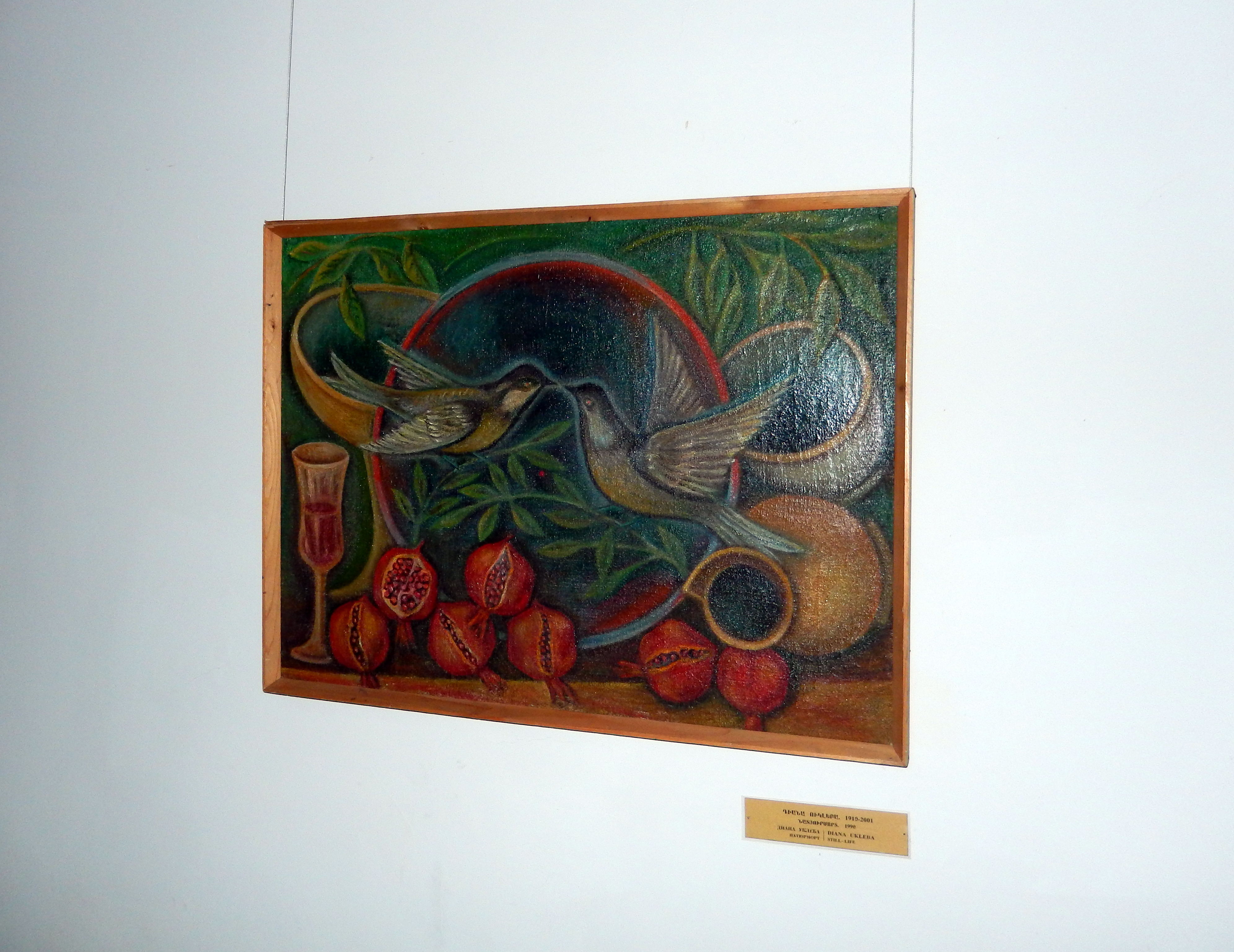
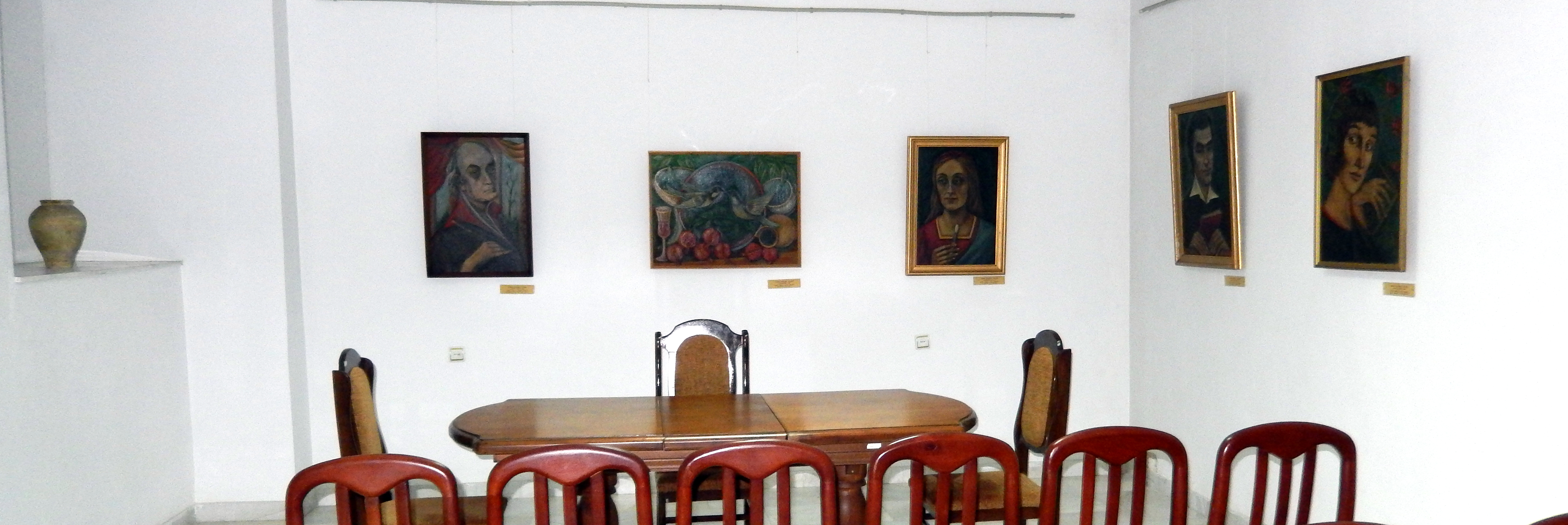
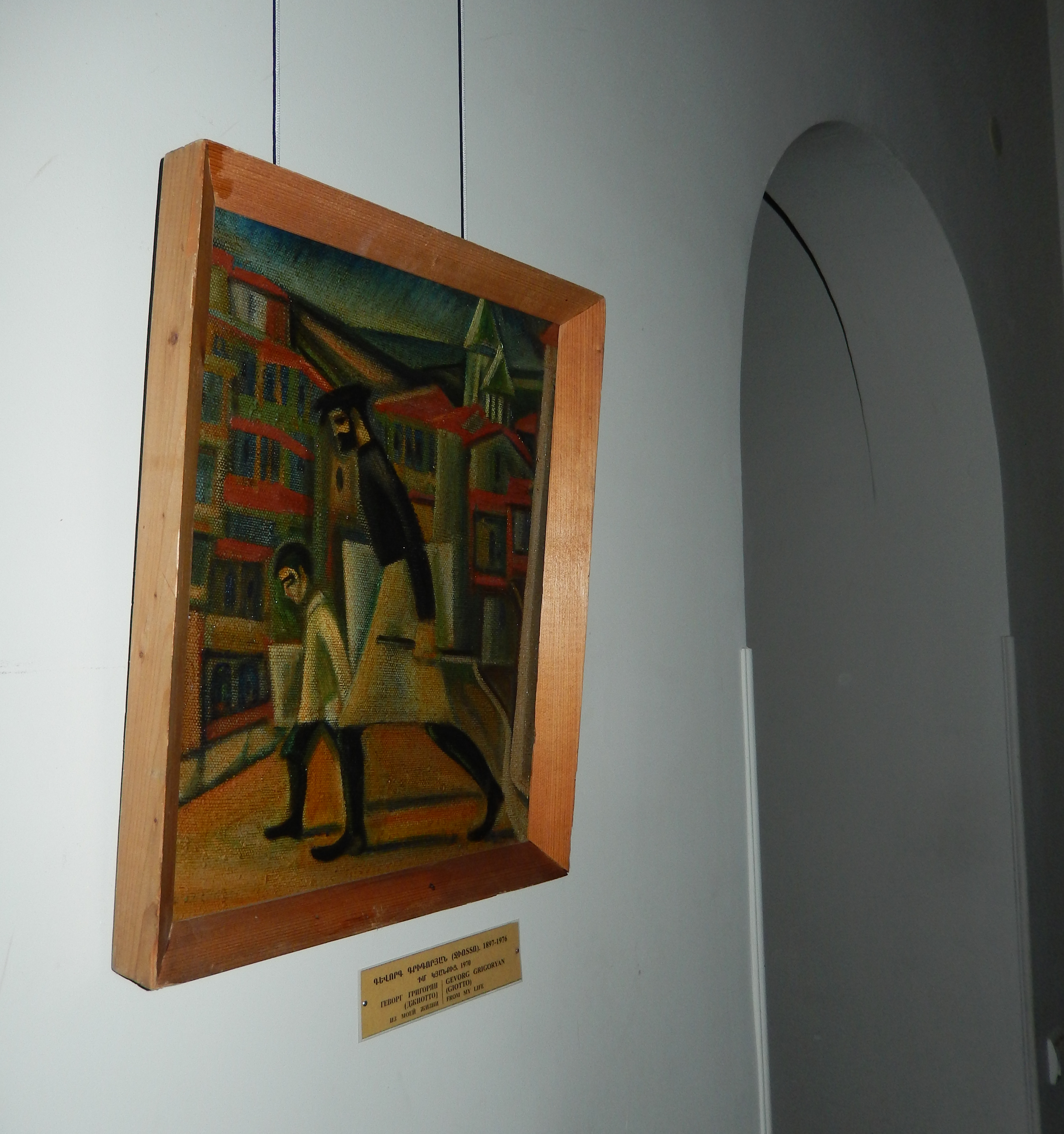
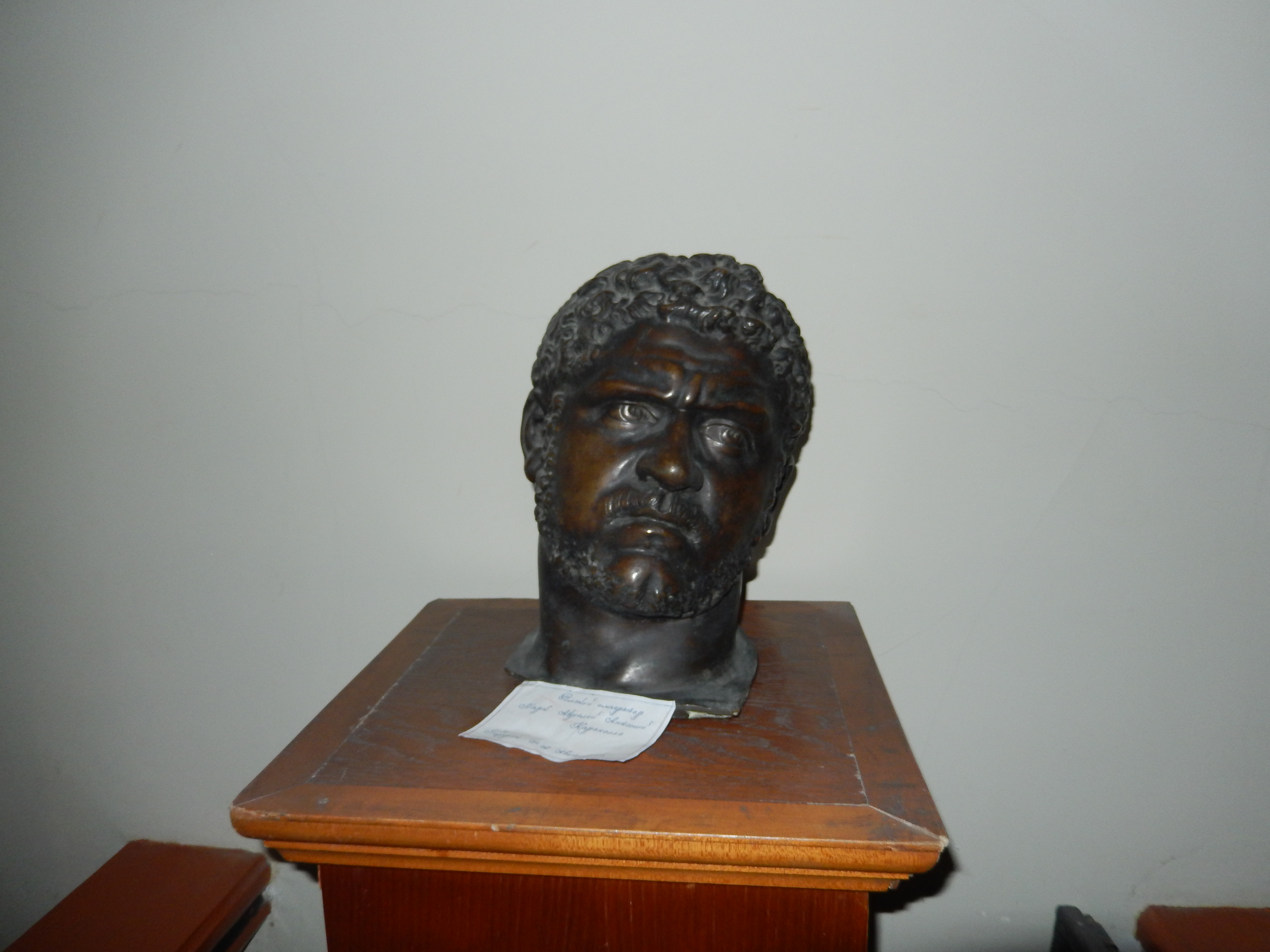
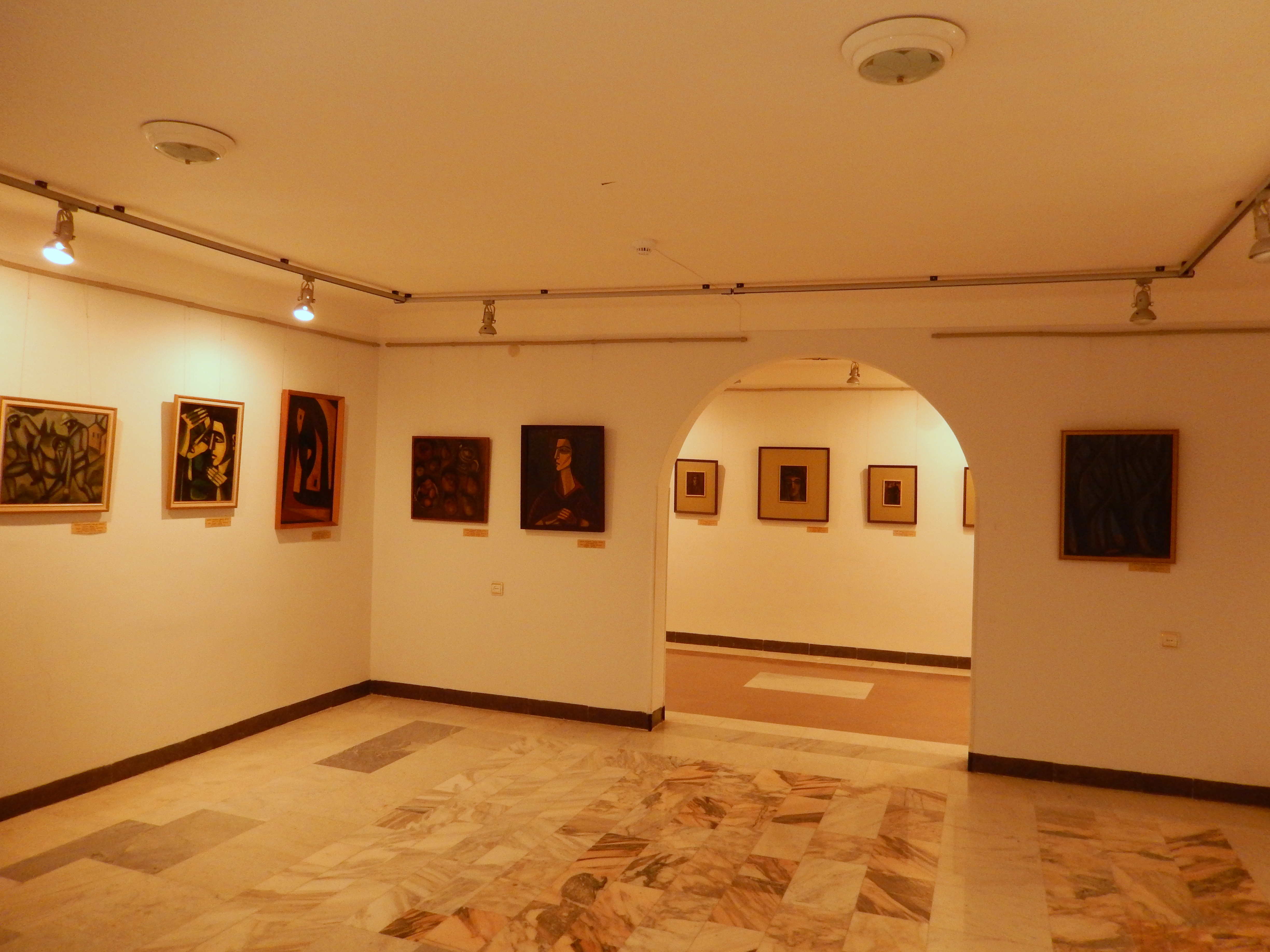
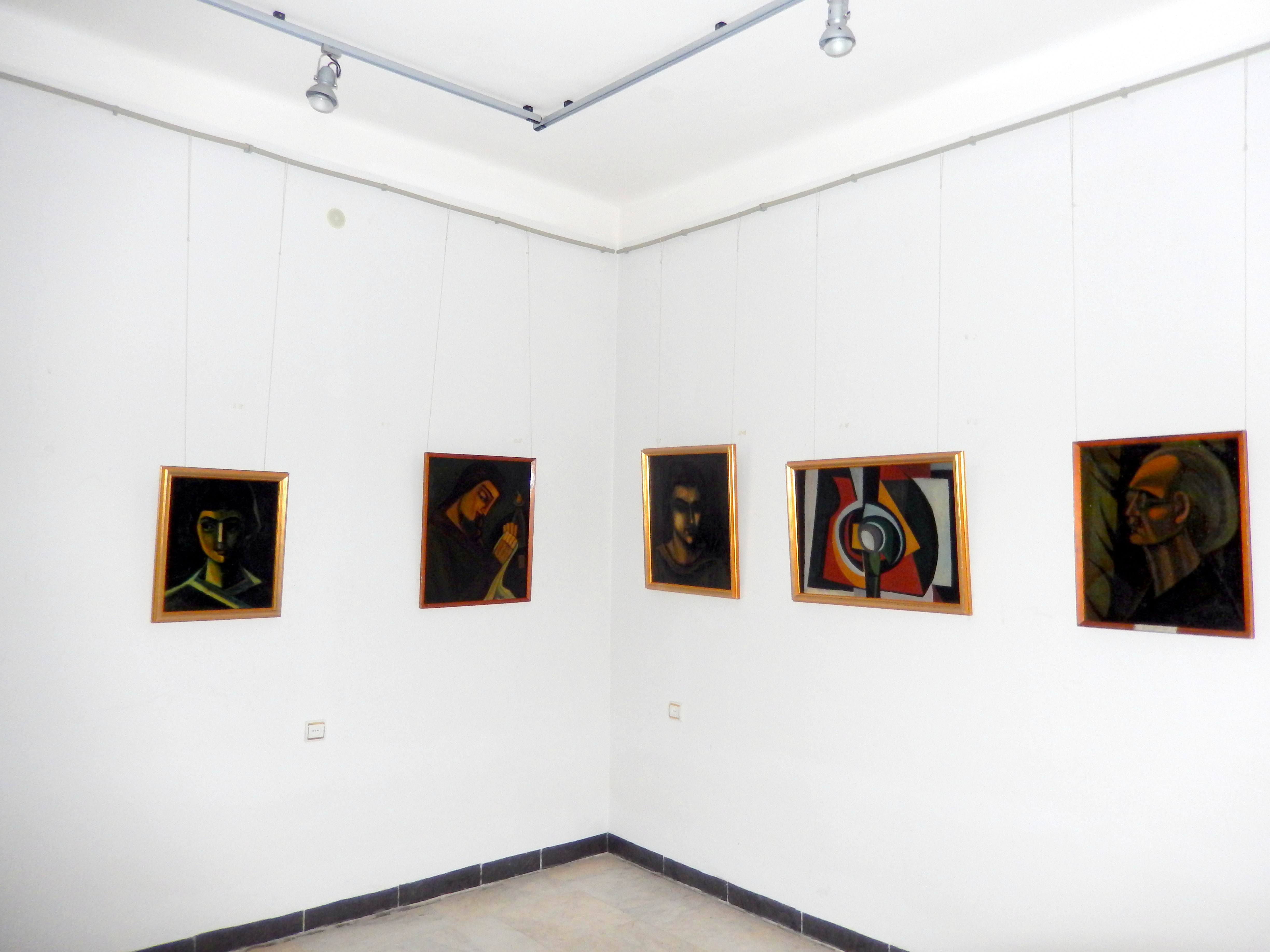

## Адреса
- Єреван, вул. Маштоца, 45а.